# Карламанська печера
 Карламанська — печера в Кармаскалинському районі Республіки Башкортостан, Росія, пам'ятка природи (1965). Утворена на місці перетину вертикальної й горизонтальної тектонічних тріщин.

## Розташування
Карламанська печера розташована в Республіці Башкортостан, Кармаскалинському районі, Уршак-Більському межиріччі, у басейні карстової річки Карламан, за 3 км розташоване село Карламан. Печера знаходиться в основі високої гіпсової скелі, яку місцеві жителі прозвали Улу-Тау (у перекладі з башкирського — Велика гора). Уздовж дороги, що веде до печери, багато карстових воронок, окремі з них заповнені водою і представляють карстові озерця.

## Географія
Печера раніше мала два входи, розташованих у 10 метрах один від одного. У даний час один вхід завалений брилами, а вцілілий вхід має Г-подібний вигин, який приводить у широкий тунель із прямовисними стінами і майже горизонтальною стелею. Ширина печерних ходів від 2 до 12 метрів, а висота — від 5 до 10 метрів.
Довжина печери — 198 (за іншими даними — 269) м, площа — 1153 м², а об'єм — 1970 м³. Місце розташування печери — зона активного карсту. По дорозі до печери є чимало карстових воронок. У деяких з них утворилися невеликі болота, а інші мають чисту прозору воду. Біля печери видніється суходіл підземного струмка Сагилєлга. У місцевих породах можна знайти скам'янілих молюсків.

## Флора і фауна
Флора дуже різноманітна: очерет, ряска, кубушки, латаття і багато інших видів рослинності. Фауна: влітку на маленькі озера прилітають зграї качок і чайок. Також в озерах, поруч із печерою дуже багато риби: короп, щука, окунь та багато інших.